# Années 1030 en Angleterre
Années 1010 | Années 1020 | Années 1030 | Années 1040 | Années 1050
Cette page recense les événements qui ont eu lieu au cours des années 1030 en Angleterre.

## Événements
- 1035 :
  - 12 novembre : Knut le Grand meurt. Son fils Harold Pied-de-Lièvre est élu pour assurer la régence en l'absence de son frère Hardeknut, héritier désigné de Knut, qui se trouve au Danemark.

- 1036 :
  - Alfred et Édouard, les fils d'Æthelred le Malavisé, tentent d'envahir l'Angleterre. Édouard est repoussé devant Southampton. Alfred débarque à Douvres, mais il est capturé par le comte Godwin de Wessex qui le remet à Harold. Ce dernier le fait aveugler et emprisonner à l'abbaye d'Ely, où il meurt peu après.

- 1037 :
  - Harold est reconnu comme roi. Sa belle-mère Emma de Normandie s'enfuit en Flandre.

- 1038 :
  - Eadsige succède à Æthelnoth comme archevêque de Cantorbéry.

## Décès
- 1030 :
  - Æthelwine (en), abbé d'Abingdon.

- 1032 :
  - Ælfsige II (en), évêque de Winchester[1].

- 1033 :
  - 19 août : Leofsige, évêque de Worcester[2].

- 1034 :
  - 8 décembre : Æthelric, évêque de Dorchester[3].

- 1035 :
  - 12 novembre : Knut le Grand, roi d'Angleterre.

- vers 1035 :
  - Ælfwig, évêque de Londres[4].

- 1036 ou 1037 :
  - 5 février : Alfred Ætheling, prince de la maison de Wessex.

- 1038 :
  - Ealdred, comte de Bamburgh.
  - 28, 29, 30 octobre ou 1er novembre : Æthelnoth, archevêque de Cantorbéry[5].
  - novembre : Æthelric Ier (en), évêque de Selsey[6].
  - 20 décembre : Brihtheah, évêque de Worcester[2].

- 1038 ou 1039 :
  - Ælfric II (en), évêque d'Elmham[7].

- 1039 :
  - Brihtmær (en), évêque de Lichfield[8].
  - Eadwine, fils de l'ealdorman Leofwine[9].